# Henri Scheweleff
Henri Scheweleff (Vaasa, 15 april 1983) is een profvoetballer uit Finland, die speelt als aanvaller. Hij staat sinds 2010 onder contract bij de Finse club Ilves Tampere.

## Interlandcarrière
Scheweleff kwam in totaal drie keer uit voor de nationale ploeg van Finland in de periode 2004–2005. Hij maakte zijn debuut onder leiding van bondscoach Antti Muurinen op 3 december 2004 in de vriendschappelijke wedstrijd tegen Oman (0-0) in Riffa (Bahrein), net als Janne Räsänen (Tampere United), Tuomo Könönen (MyPa-47), Jussi Kujala (Tampere United) en Henri Sillanpää (AC Allianssi).